# Cissus antarctica
Cissus antarctica är en vinväxtart som beskrevs av Étienne Pierre Ventenat. Cissus antarctica ingår i släktet Cissus och familjen vinväxter. Inga underarter finns listade i Catalogue of Life.